# Chiloguembelina
Chiloguembelina és un gènere extint de foraminífers planctònics del subordre Globigerinina i de l'ordre Globigerinida. La seva espècie tipus és Guembelina midwayensis. El seu rang cronoestratigràfic abasta des del Danià (Paleocè inferior) fins al Chattià inferior (Oligocè superior).
Classificacions posteriors han inclòs Chiloguembelina en l'ordre Heterohelicida.

## Classificació
Chiloguembelina inclou les següents espècies:
- Chiloguembelina circumlabiata †
- Chiloguembelina crinita †
- Chiloguembelina cubensis †
- Chiloguembelina midwayensis †
- Chiloguembelina multicellaris †
- Chiloguembelina subtriangularis †
- Chiloguembelina taurica †
- Chiloguembelina trinitatensis †
- Chiloguembelina victoriana †
- Chiloguembelina wilcoxensis †

Altres espècies considerades dins el gènere Chiloguembelina són:
- Chiloguembelina morsei †
- Chiloguembelina parallela †
- Chiloguembelina strombiformis †
- Chiloguembelina subcylindrica †